# エクストリーム・フットボール・リーグ

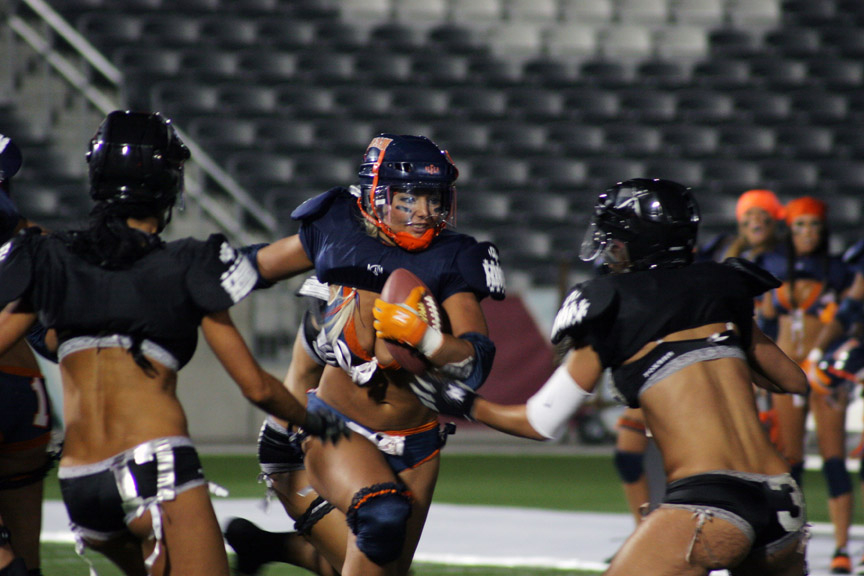
デンバー・ドリームとロサンゼルス・テンプテーションの試合（2009年）

エクストリーム・フットボール・リーグ（Extreme Football League）は、アメリカ合衆国で行われている女性によるインドア・アメリカンフットボールのリーグ。通称 Xリーグ（X League）。7人制のアメリカンフットボールで、ユニフォームがブラジャーとパンティーのランジェリー（下着）風である。2012年現在、アメリカ合衆国など45カ国以上で放送されている。
2012年8月にLFLカナダも開始し、2013年12月にはLFLオーストラリアへ、2014年にヨーロッパへ拡張予定。さらに2014年には4地域の優勝チームが世界一を競う「LFLワールドボウル」の開始を予定していた。LFLワールドボウルの第1回大会はブラジル・サンパウロで2014年7月19日に予定されていた。
2012年までは「ランジェリー・フットボール・リーグ（Lingerie Football League）」と言う名称だったが、2013年シーズンに「レジェンズ・フットボール・リーグ（Legends Football League）」へ改称された。略称は共に「LFL」。
2020年シーズンから、リーグ名を「エクストリーム・フットボール・リーグ（Extreme Football League）」へ、通称を「Xリーグ（X League）」へ改称。なお、日本の社会人アメリカンフットボールリーグも「Xリーグ」の名を冠して運営されているが、両リーグは独立した別組織であり関係性はない。

## 歴史
2004年の第38回スーパーボウルのハーフタイムショーの時間にぶつけるように合わせ、初めてランジェリーボウルが開催され全米の数百万人にペイ・パー・ビューで視聴された。
2005年にはデニス・ロッドマンがリーグのコミッショナーに就任した。
2009年の第7回ランジェリーボウル大会（Lingerie Bowl VII (2010)）からランジェリー・フットボール・リーグ（LFL）が始まり、リーグ最初のシーズンは9月4日に開幕した。リーグのオフィスはカリフォルニア州ウェスト・ハリウッドにある。 テレビ放送はマイネットワークTVによって行われている。日本では2011年よりWOWOWが放映権を取得して放送された。
2012年6月15日、ユークスがリーグからライセンス許諾を受けて、ゲーム化権を取得したことを発表した。
2013年に「ランジェリー・フットボール・リーグ」から「レジェンズ・フットボール・リーグ」（略称は同じ、LFL）へと改称され、大会名も「ランジェリーボウル」から「レジェンズ・カップ」（Legends Cup）に変更された。そしてリーグ10周年を迎えた2019年を最後に解散。翌2020年から「エクストリーム・フットボール・リーグ」（Xリーグ）として再出発することになった。

## プレースタイル
インドアフットボールと同様のフルコンタクト方式で対戦する。選手はヘルメット、ショルダーパッド、エルボーパッド、ニーパッド、ガーター、スポーツブラ、パンティーを身につける。

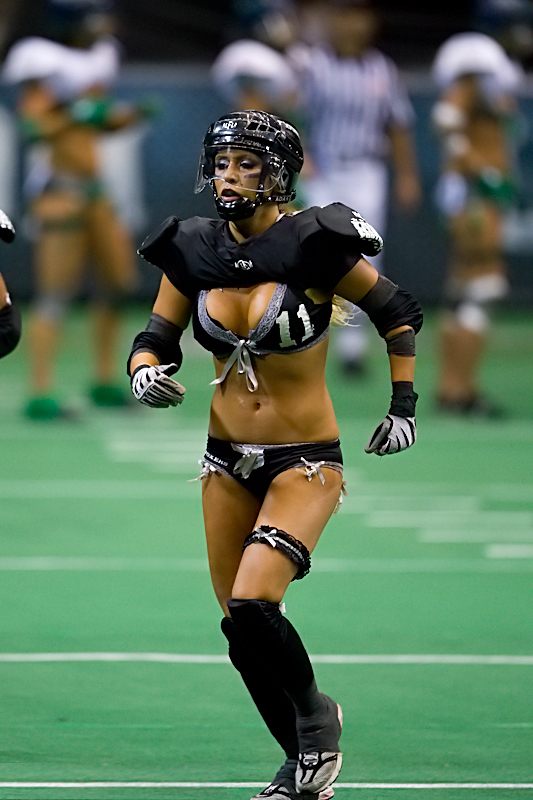
装具をつけた選手（ロサンゼルス・テンプテーションのニキ・ガジアン）

試合は4クォーター制。攻撃側は4回の攻撃でファーストダウンの獲得を目指す。フィールドゴールはなく、第4ダウンでも基本的には攻撃を続けるが、自陣10ヤード以内の場合はパントが可能。タッチダウンを決めた後はエクストラポイントとして、1ポイントコンバージョンで1ヤード地点からの攻撃か、2ポイントコンバージョンで3ヤードからの攻撃を行うことができる。
アリーナフットボールや他のリーグで見られる8人制とは異なり両チームからは7人ずつの選手が出場しコンチネンタル・インドアフットボールリーグと同じ50ヤードのフィールドで対戦する。各チームは20人の選手を登録することができるが1試合に出場できるのは14人までである。そのため通常3,4人の選手がオフェンス、ディフェンスの両方でプレーする。

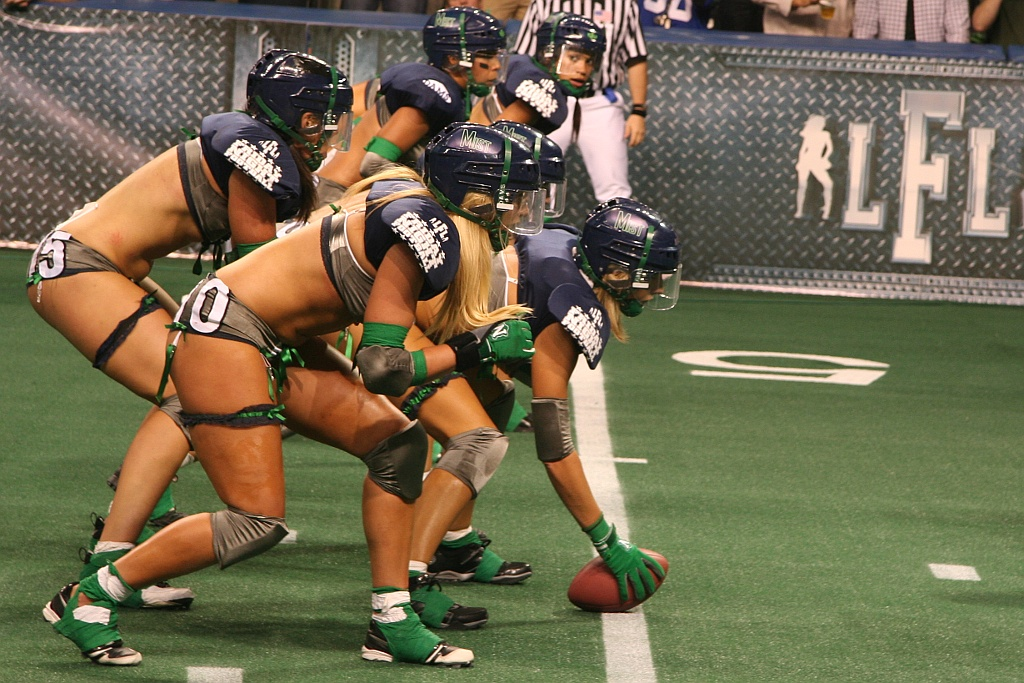
シアトル・ミストのオフェンスライン

一般的な攻撃側のフォーメーションはQB1人、RB2人、センター1人、WR3人である。一方一般的な守備側のフォーメーションはディフェンスライン2人、ラインバッカー2人、コーナーバック2人、セイフティ1人である。
フィールドはエンドゾーンからエンドゾーンが50ヤード、幅が30ヤード、エンドゾーンの深さは8ヤードであり他のインドアリーグと概ね同じである。
各クォーターはそれぞれ10分間でハーフタイムが12分の長さである。同点で終了した場合は8分間のサドンデスルールの延長が行われる。
所属選手の大部分は大学またはセミプロレベルでのスポーツ経験のある選手で陸上競技、テニス、バレーボール、ソフトボール、サッカー、バスケットボール、ボディビルディングの経験があり、セミプロレベルでフットボール経験のある選手もいる。

## ユニフォーム
リーグ開始当初の特徴的なユニフォームは、保護というより露出度が高く、装飾としてレース、リボン、ガーターが加えられていて、メディアによって日常的に批判された。選手たちはユニフォームの使用について、陸上競技のユニフォームやビーチバレーのビキニとカバー範囲が似ていることを比較し、賛も否も両論あった。安全性に関しては選手から多くの苦情を受けた。肌をほとんど覆わないため、選手たちは怪我をしやすかった。
2013年にレジェンド・フットボール・リーグに改称し、ランジェリーの代わりに「パフォーマンスアパレル」を着用することを発表、また肩パットは選手たちをより保護するためのものに再設計した。しかし、全体の見た目としては以前と変わらず、露出度は高かった。2014年からは、より伝統的なアクティブウェアに近い、バレーボール選手に似たユニフォームに変更し、リボンを上下の前面の靴ひもに置き換えた。
2016年には新色ユニフォームを発表。背番号とロゴはこれまで縫い付けられていたのに対し、ユニフォームにプリントされた。さらに、リーグはチームが迷彩柄か黒のオルタネートを選択できるようにすることも発表した。2017年、ホーム最終戦で通常のビキニボトムの代わりにロングパンツのユニフォームも追加された。2020年、リーグはフルパッドを備えた新しいユニフォームを導入したが、COVID-19のパンデミックに伴いスタートは延期され、2022年6月10日から再始動となった。

## 加盟チーム

### 現在のチーム
| チーム名                       | 英文チーム名            | 本拠地                       | スタジアム                       | 第1シーズン |
| ------------------------------ | ----------------------- | ---------------------------- | -------------------------------- | ----------- |
| アリゾナ・レッドデビルズ       | Arizona Red Devils      | アリゾナ州スコッツデール     | スコッツデール・スタジアム       | 2022        |
| アトランタ・エンパイヤー       | Atlanta Empire          | ジョージア州ダルース         | インフィニットエナジー・アリーナ | 2022        |
| オースティン・サウンド         | Austin Sound            | テキサス州シーダーパーク     | H-E-Bセンター                    | 2022        |
| シカゴ・ブリッツ               | Chicago Blitz           | イリノイ州ロックフォード     | BMOハリスバンク・センター        | 2022        |
| デンバー・ラッシュ             | Denver Rush             | コロラド州デンバー           | デンバー・コロシアム             | 2022        |
| カンザスシティー・フォース     | Kansas City Force       | ミズーリ州インディペンデンス | ケーブルダーマー・アリーナ       | 2022        |
| ロサンゼルス・ブラックストーム | Los Angeles Black Storm | カリフォルニア州オンタリオ   | トヨタ・アリーナ                 | 2022        |
| シアトル・サンダー             | Seattle Thunder         | ワシントン州ケント           | ショーウェア・センター           | 2022        |

### 過去のチーム
LFL アメリカ合衆国
| チーム名                       | スタジアム                               | 本拠地                             | 加盟年                     |
| イースタン・カンファレンス     | イースタン・カンファレンス               | イースタン・カンファレンス         | イースタン・カンファレンス |
| ------------------------------ | ---------------------------------------- | ---------------------------------- | -------------------------- |
| アトランタ・スチーム           | アリーナ・アット・グウィネット・センター | ジョージア州ダルース               | 2013年                     |
| シカゴ・ブリス                 | シアーズ・センター                       | イリノイ州ホフマン・エステーツ     | 2009年                     |
| オマハ・ハート                 | ラルストン・アリーナ                     | ネブラスカ州オマハ                 | 2013年                     |
| ニューイングランド・リバティ   | ベライゾンワイアレス・アリーナ           | ニューハンプシャー州マンチェスター | 2016年                     |
| ウェスタン・カンファレンス     |                                          |                                    |                            |
| オースティン・アコースティク   | シダー・パーク・センター                 | テキサス州オースティン             | 2016年                     |
| ダラス・デザイア               | ドクターペッパー・アリーナ               | テキサス州フリスコ                 | 2016年                     |
| ロサンゼルス・テンプテーション | シチズンズ・ビジネス・バンク・アリーナ   | カリフォルニア州オンタリオ         | 2009年                     |
| シアトル・ミスト               | ショーウェア・センター                   | ワシントン州ケント                 | 2009年                     |

注1　加盟時はフロリダ州タンパを本拠とする「タンパ・ブリーズ」で、2011年より本拠地を移動。
LFL カナダ
| チーム名                   | スタジアム                                            | 本拠地                                     | 加盟年    |
| LFLカナダ                  | LFLカナダ                                             | LFLカナダ                                  | LFLカナダ |
| -------------------------- | ----------------------------------------------------- | ------------------------------------------ | --------- |
| BCエンジェルズ             | アボッツフォード・エンターテイメント&スポーツセンター | ブリティッシュコロンビア州アボッツフォード | 2012年    |
| カルガリー・フィリーズ     | スタンピード・コラール・アリーナ                      | アルバータ州カルガリー                     | 2013年    |
| レジャイナ・レイジ         | ブラント・センター                                    | サスカチュワン州レジャイナ                 | 2012年    |
| サスカトゥーン・サイレンズ | クレジット・ユニオン・センター                        | サスカチュワン州サスカトゥーン             | 2012年    |

## LFL アメリカ合衆国

### 2009-2010シーズン

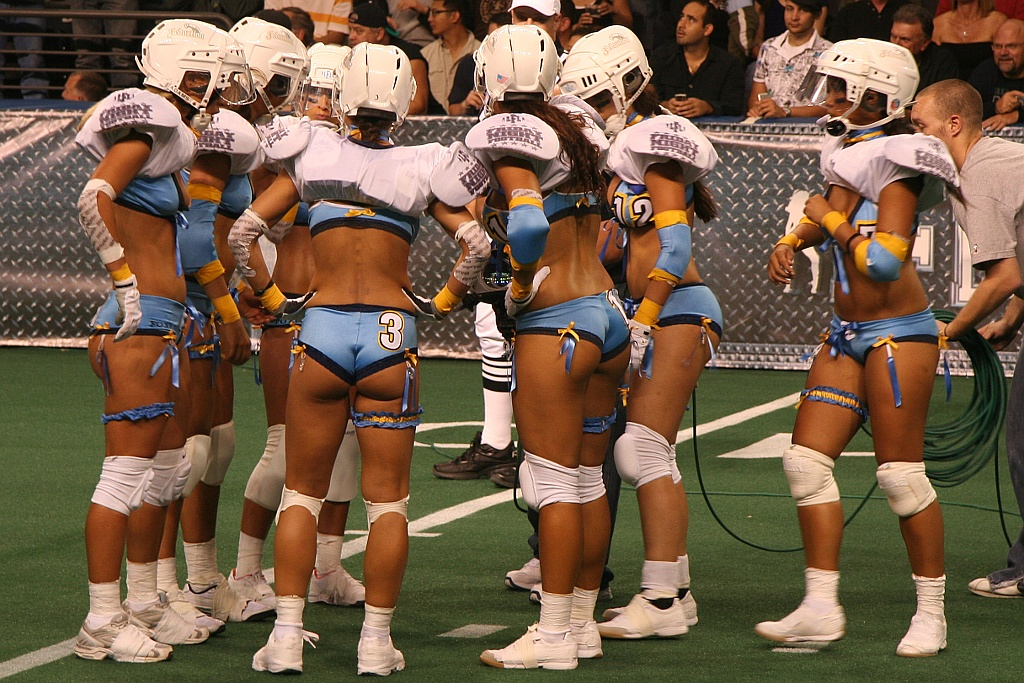
サンディエゴ・セダクションのハドル

10チームがシーズン争いをすることが発表された。リーグ戦は2009年9月4日から2010年1月29日までの毎週金曜日に同じカンファレンスのチーム同士がホーム・アンド・アウェーで2試合ずつ合計4試合戦う。各カンファレンスの上位2チームは2月4日にマイアミで行われるプレーオフに出場しその勝者が2月6日に行われる第7回ランジェリーボウルに出場した。ロサンゼルス・テンプテイションがシカゴ・ブリスを27-14で破り優勝した。

### 2010-2011シーズン
2010-2011シーズンは新たにオーランド・ファンタジー、ボルチモア・チャームが加わることとなり、未勝利に終わったニューヨーク・マジェスティ、デンバー・ドリームが外れることとなった。
2010年6月10日、メキシコのモントレーでオールスターゲームが行われイースタン・カンファレンスがウェスタン・カンファレンスを36-14で破った。2011年のランジェリー・ボウルはラスベガスで第45回スーパーボウルのハーフタイムの時間にぶつけて行われた。

## 画像

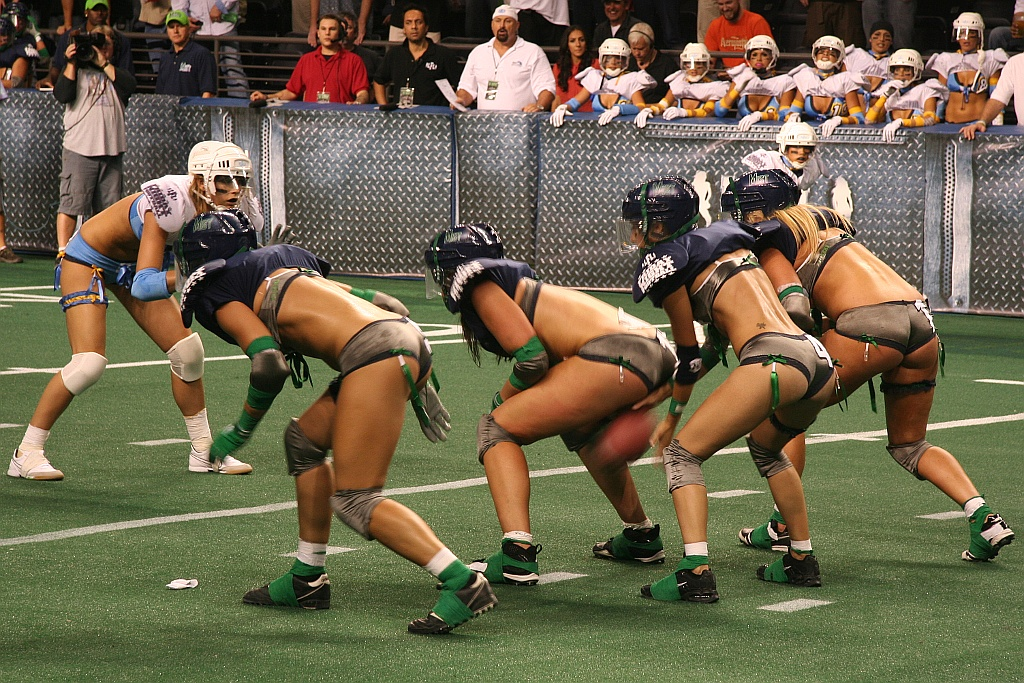
シアトル・ミストの選手たち（右側の黒いヘルメット）とサンディエゴ・セダクション（白のヘルメット）の試合
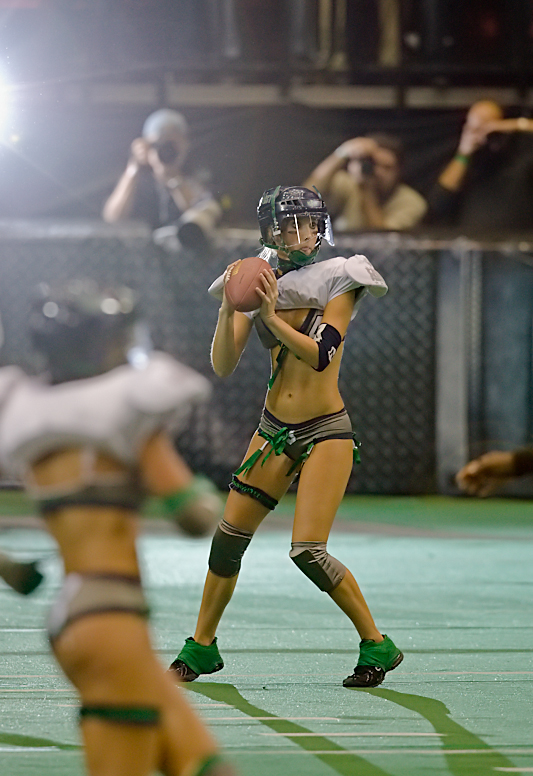
パスを投げようとするシアトル・ミストのクォーターバック、ナターシャ・リンゼイ
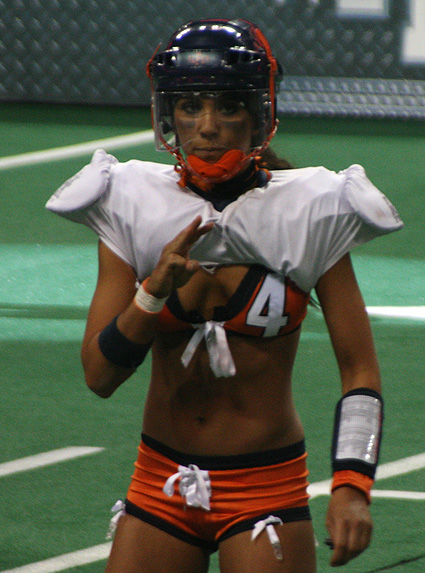
サインを送るシカゴ・ブリスのクォーターバック、エレ・カルタビアーノ
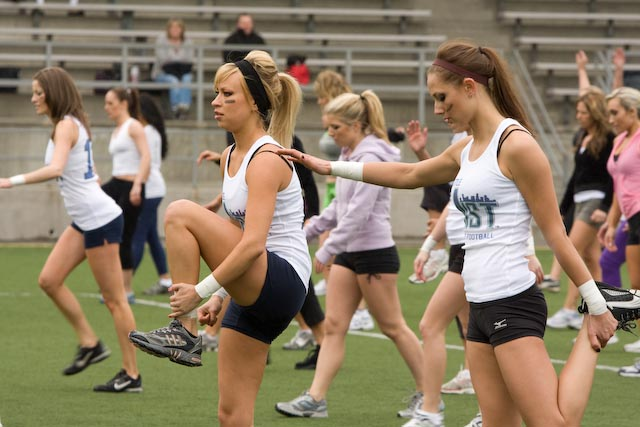
シアトル・ミストのトレーニング風景（2009）
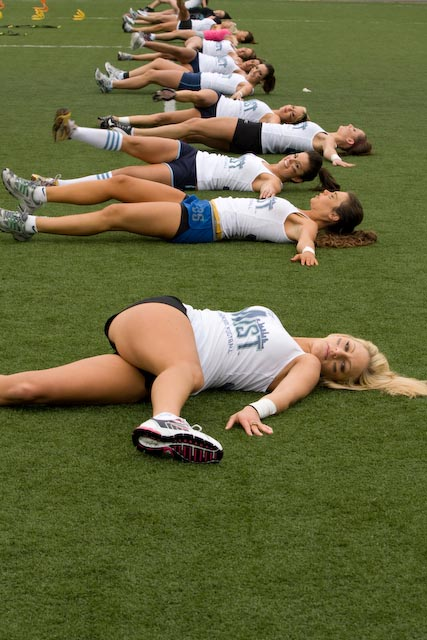
シアトル・ミストのトレーニング風景（2009）

## 日本人選手
- 濱口芙由紀（はまぐち ふゆき） - LFL初の日本人選手。2020年からはXリーグでロサンゼルス・ブラック・ストームに所属している[27]。三重県志摩市出身。女子アメフトのWFAで、2016年から所属していたパシフィック・ウォリアーズ（英語版）から[28][29]、2019年にLFL時代のロサンゼルス・テンプテーション（英語版）へ移籍した[30][31][32]。カリフォルニア州立大学ロサンゼルス校（カルステート LA）を卒業後に法科大学院へ進み、カリフォルニア州弁護士資格も取得している[33]。